# Valerie Hernández
Valerie Hernández Matías (Carolina, Puerto Rico; 19 de julio de 1993), es una modelo y reina de belleza puertorriqueña ganadora del título de Miss Internacional 2014. Siendo la Segunda Ganadora en ostentar dicho título luego de Laurie Simpson en 1987.

## Miss Teen Internacional 2012
Hernández fue coronada Miss Teen International en el 2012, siendo la cuarta puertorriqueña en obtener el título internacional.

## Miss Internacional Puerto Rico 2014
Valerie compitió en Miss Internacional Puerto Rico 2014 donde obtuvo el puesto de Primera Finalista. Más tarde asumió el título luego de que la ganadora original del certamen, Patricia Quiñones renunció al título por razones personales.

## Miss Internacional 2014
El 11 de noviembre de 2014 Valerie Compitió en  Miss Internacional 2014 en  Tokio, Japón donde fue coronada como ganadora por Bea Rose Santiago Miss Internacional 2013  de Filipinas. Siendo la tercera mujer negra en ganar el certamen de  Miss Internacional y la segunda mujer de Puerto Rico en ganar.